# Tamango (Mérimée)
Tamango, auch Das Sklavenschiff, ist eine Novelle des französischen Schriftstellers Prosper Mérimée, die 1829 in der Literaturzeitschrift „La Revue française“ erschien. In dieser Anklage gegen die Sklaverei gibt es keine Überlebenden.

## Handlung
Der französische Seebär Ledoux hatte sich vom Matrosen bis zum Steuermannsmaat hochgedient, bei Trafalgar die linke Hand verloren und sich danach als Autodidakt zum Seeoffizier gebildet. Trotz des Verbotes der Sklaverei in Frankreich verlässt er mit seiner Brigg „Hoffnung“ Nantes und nimmt – laut Papieren – Kurs auf den Senegal. Am Joale-Fluss kauft er bei dem schwarzen Sklavenhändler Tamango 160 Neger für einen Pappenstiel. Während des unnachgiebigen Feilschens hatte der cholerische Tamango einen gehörigen über den Durst getrunken und im Suff eine seiner Frauen – Ayché – an den französischen „Handelspartner“ verschenkt. Als der afrikanische „Ebenholzhändler“ aus dem Rausch erwacht, strebt die Brigg auf dem Fluss bereits dem Meer zu. Ziel ist Martinique. Die Überfahrt wird um die sechs Wochen dauern.
Der mäandernde Flusslauf kommt dem ortskundigen Sklavenhändler zu Hilfe. Tamango holt – an Land geradewegs eilend – den Zweimaster ein und wird an Bord genommen. Kapitän Ledoux gibt sein Gastgeschenk nicht her. Ayché ist eine attraktive Frau, die ungefesselt an Bord herumlaufen und den Kapitän bedienen darf. Der bewaffnete bärenstarke Tamango wird von den französischen Matrosen überwältigt und gefesselt zu den anderen Sklaven unter Deck gesperrt. Zunächst ist der Empfang unter Deck nicht freundlich. Wurde doch die „Menschenware“ von Tamango im afrikanischen Landesinnern persönlich eingefangen und mit einem sperrigen hölzernen Joch am Hals an der Flucht gehindert. Später schwingt sich Tamango zum Anführer seiner Mitgefangenen auf. Zwar wird er dafür von dem wutentbrannten Kapitän Ledoux unverzüglich ausgepeitscht, doch er macht trotz Striemen im Gesicht ungebrochen weiter. Tamango verspricht den Gefangenen die Rückkehr in die afrikanische Heimat. Ayché, die neue Frau des Kapitäns, hat – eigentlich völlig schuldlos – Gewissensbisse und ist ihrem ehemaligen Mann Tamango weiterhin untertan. Auf Tamangos Geheiß besorgt Ayché ihm eine kleine Feile. Damit befreien sich die Gefangenen unter Deck aus eigener Kraft. Bei dem anschließenden Gemetzel an Bord werden alle Franzosen umgebracht. In einem Anfall von Jähzorn reißt Tamango bei schwerer See das Steuerruder herum. Die beiden Masten brechen nach dem gedankenlosen Manöver. Die Brigg ist nicht mehr navigierbar. Alle Seeleute sind ohnehin tot. Einige der achtzig überlebenden Neger finden in der Schaluppe und dem kleinen Beiboot Platz. Auch die Verwundeten bleiben bei Tamango und Ayché auf dem dahintreibenden Wrack zurück. 
Ayché ist gestorben, als die englische Fregatte „Bellona“ vorbeikommt. Der Gouverneur von Kingston schenkt Tamango die Freiheit. Als Beckenschläger in einer Regimentskapelle spricht Tamango dem Rum zu und erliegt im Lazarett einer Lungenentzündung.

## Verfilmung
- 1957 „Die schwarze Sklavin“. Regie: John Berry. Alex Cressan spielte den Tamango, Curd Jürgens den Kapitän und Dorothy Dandridge die Ayché.

## Deutsche Ausgaben

### Verwendete Ausgabe
- Tamango. S. 1–28 in Prosper Mérimée: Auserlesene Novellen (enthält noch: Federigo. Die etruskische Vase. Colomba. Carmen. Die Venus von Ille. Das Gäßchen der Madama Lucrezia. Das Blaue Zimmer). Übersetzer: Helmut Bartuschek (1951). Mit einer Einleitung von Herbert Kühn. Dieterich’sche Verlagsbuchhandlung zu Leipzig 1965 (5. Aufl., Lizenz Rudolf Marx). 398 Seiten